# Gunniopsis
Gunniopsis là chi thực vật có hoa trong họ Aizoaceae.